# José Luis Castejón Garrués
José Luis Castejón Garrués (Estella, Navarra (España), 19 de octubre de 1950 - Pamplona, Navarra (España), 1 de marzo de 2006) fue un político y sindicalista navarro, perteneciente a la UGT y al PSN-PSOE. 
Técnico Administrativo, trabajó entre 1965 y 1991 en la planta de Estella de la multinacional alemana Bosch Siemens, de la que fue responsable del departamento de contabilidad, analítica y costes industriales.
En 1978 ingresó en la Unión General de Trabajadores (UGT), sindicato del que fue representante de los fondos de promoción de empleo en el proceso de reconversión de las empresas de la gama blanca entre 1985 y 1990, además de Secretario General de la Unión Comarcal de UGT de Tierra Estella hasta 1991.
En el año 1981 se afilió al Partido Socialista de Navarra (PSN-PSOE) y en las elecciones municipales de 1987 encabezó la lista del PSN-PSOE al Ayuntamiento de Estella. En las elecciones municipales de 1991 fue elegido alcalde, para revalidar la confianza de sus vecinos con un segundo mandato consecutivo entre 1995 y 1999. Durante su mandato, en 1998, se firmó el denominado Pacto de Estella, en la Casa de Cultura que el Ayuntamiento cedió a los organizadores a tal efecto.
Fue Secretario General de la Agrupación Socialista de Estella entre los años 1986 y 1989 y perteneció a la Ejecutiva Regional del PSN-PSOE entre los años 1997 y 2000.
En julio de 1999 fue elegido, gracias al pacto entre UPN y el PSN-PSOE, Presidente del Parlamento de Navarra, desempeñando dicho cargo de máximo rector del legislativo foral hasta junio de 2003. Durante su mandato se procedió a la inauguración de la actual sede del Parlamento de Navarra, acaecida en diciembre de 2002, acto al que asistieron los Reyes de España don Juan Carlos I y doña Sofía.
En junio de 2003 fue reelegido miembro del Parlamento de Navarra, aunque el pacto entre UPN y CDN dio la presidencia del Parlamento Foral a Rafael Gurrea (UPN). En febrero de 2005, con el objetivo de luchar contra la enfermedad de la que finalmente fallecería, dimitió de su escaño parlamentario y se retiró de la política activa.
A lo largo de su vida pública, se destacó por la apuesta del diálogo político como instrumento de superación de los conflictos desde el más absoluto rechazo a la violencia terrorista de ETA. Colaboró activamente con Elkarri así como con Gesto por la Paz.
Estuvo casado con Josefina Leorza y era padre de dos hijos.
- Datos: Q5941185